# Prospalta saalmuelleri
Prospalta saalmuelleri är en fjärilsart som beskrevs av Emilio Berio 1981. Prospalta saalmuelleri ingår i släktet Prospalta och familjen nattflyn. Inga underarter finns listade i Catalogue of Life.